# うきは駅
うきは駅（うきはえき）は、福岡県うきは市浮羽町朝田にある、九州旅客鉄道（JR九州）久大本線の駅である。
国鉄時代は筑後千足（ちくごせんぞく）駅を名乗っていたが、民営化後の1990年に旧町名（浮羽町）に合わせて「うきは駅」に改称した。

## 歴史
- 1931年（昭和6年）7月11日：鉄道省（国有鉄道）の筑後千足駅（ちくごせんぞくえき）として開業[5][3][4]。一般駅[4]。
- 1984年（昭和59年）
  - 2月1日：貨物及び荷物取扱廃止[4]。
  - 2月15日：無人化[6]（その後再び有人化）。この年、跨線橋設置。
- 1987年（昭和62年）4月1日：国鉄分割民営化によりJR九州に継承[3][4]。
- 1990年（平成2年）5月1日：うきは駅に改称[3][4]。
- 2017年（平成29年）
  - 7月5日：平成29年7月九州北部豪雨の影響で当駅 - 日田駅間で不通となる。
  - 7月18日：当駅 - 光岡駅間で運転再開。
- 2025年（令和7年）
  - 3月31日：出札窓口を廃止[7]。
  - 4月1日：簡易委託を解除し、終日無人化[8]。

## 駅構造

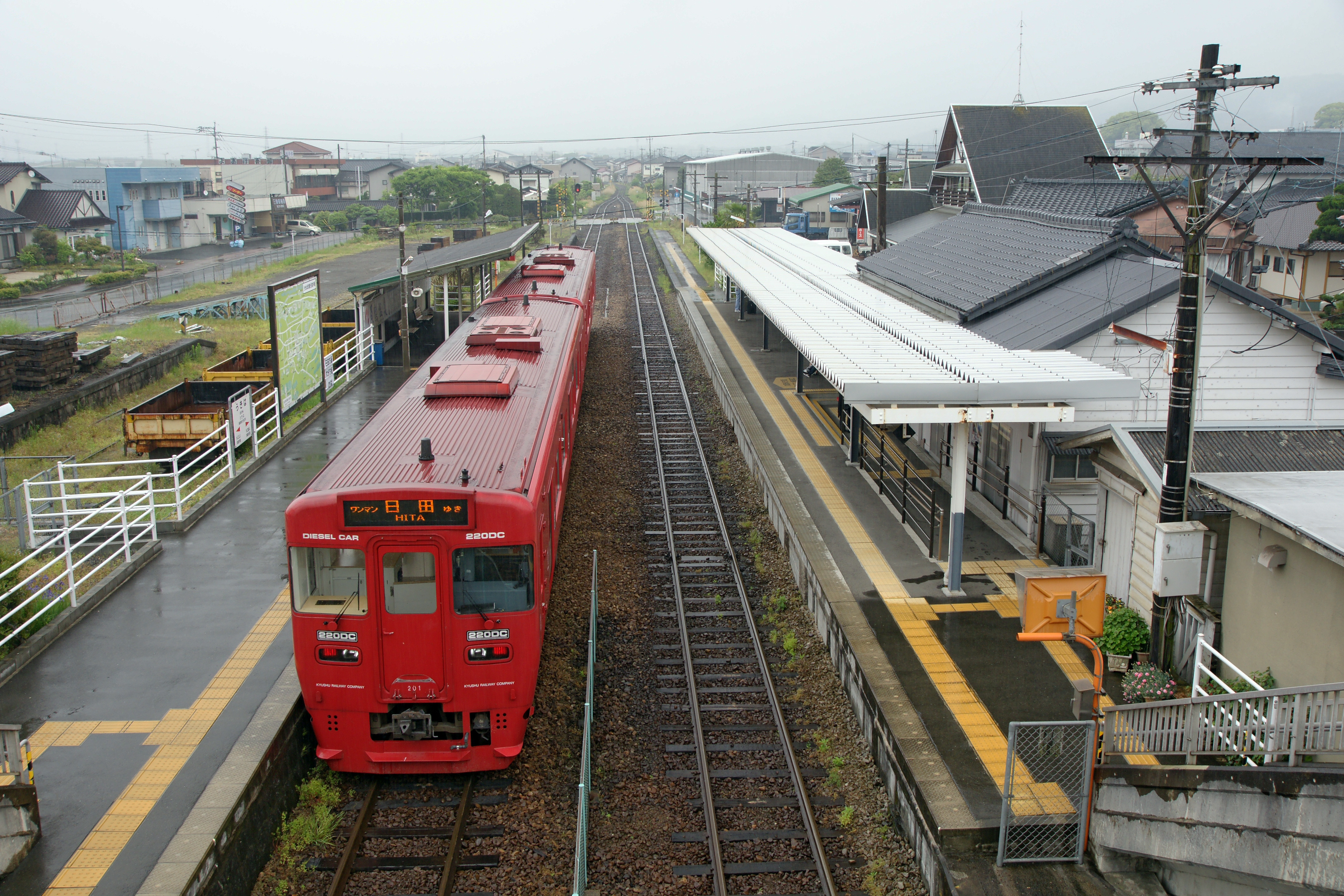
ホーム（2009年5月）

相対式ホーム2面2線を有する地上駅である。

### のりば
| のりば | 路線      | 方向 | 行先       |
| ------ | --------- | ---- | ---------- |
| 1      | ■久大本線 | 上り | 久留米方面 |
| 2      | ■久大本線 | 下り | 日田方面   |

## 利用状況
2009年度の1日平均利用客数は500人である。
2016年度は、JR九州の発表によると100人以上の駅に含まれているが、上位300位には入っていないので、100人以上322人未満となる。

## 駅周辺
うきは市浮羽町の中心部に近い。駅名は市名と同じであるが、JTB時刻表上における市の代表駅・ならびに市役所議会設置庁舎最寄駅は筑後吉井駅である。
- うきは市役所浮羽庁舎（旧・浮羽町役場）
- にじ農業協同組合浮羽支店・うきはSS
- 国道210号
- 福岡県道731号筑後千足停車場線 - うきは駅を起点とし、約150 m南側の国道210号交点を終点とする一般県道（停車場線）。駅名変更後も旧名のままである。
- 西鉄バス - 「中千足」停留所
  - 「中千足」停留所が最も近いが、国道210号を東に3分ほど歩くと「浮羽発着所」があり、そこからはうきは市南部や朝倉市杷木方面へのバスが出ている。
- うきはバス「JRうきは駅」停留所 - 吉井線

## 隣の駅
九州旅客鉄道（JR九州）
■久大本線
- 特急「ゆふ」一部停車駅

筑後吉井駅 - うきは駅 - 筑後大石駅